# Messerschmitt Me P.1103
De Messerschmitt Me P.1103 is een jachtvliegtuig ontworpen door de Duitse vliegtuigontwerper Messerschmitt.

## Ontwikkeling
Tegen het einde van 1944 werden er verschillende projecten in Duitsland opgestart voor een zogenaamde “Volksjäger”. De bedoeling was om een onderscheppingsjager voor de korte afstand te ontwikkelen. Het toestel moest worden voorzien van een raketmotor. De constructie moest eenvoudig worden gehouden en hoofdzakelijk uit hout bestaan. Messerschmitt ontwikkelde de Me P.1103, Focke-Wulf de Fw “Volksjäger”, Junkers de Ju EF 126 en 127 en Bachem de Bachem Ba 349 “Natter”.

## Uitvoeringen

### Messerschmitt Me P.1103/I
De vleugels waren bij dit ontwerp laag tegen de romp aangebracht. Het toestel kon niet zelf opstijgen en moest de lucht in worden gesleept door of een Bf 109G of Me 262. Pas na het bereiken van een bepaalde hoogte zou de Schmidding 109-513 vaste brandstof raketmotor worden gestart. Na de vlucht moest de piloot proberen om te ontsnappen naar geringe hoogte buiten de gevarenzone. Hier kon hij gebruikmaken van een parachute die het gehele toestel aan de grond zou brengen. Hierdoor kon men het toestel opnieuw gebruiken. De piloot lag in de cockpit. Tijdens de aanval kon gebruik worden gemaakt van een 30 mm Mk108 kanon en een WGR 21 lucht-lucht raket of een WGR 28/32 lucht-grondraket.
De spanwijdte bedroeg 6,20 m, de lengte 4,70 m en de maximumsnelheid 810 km/uur.

### Messerschmitt Me P.1103/II
Het grote verschil met de Me P.1103/I was dat de vleugels hoog tegen de romp waren geplaatst en dat men gebruik maakte van de Walter RI 202 vloeibare brandstof raketmotor. De piloot zat in deze uitvoering de cockpit. Het toestel maakte tijdens de landing gebruik van een landingsski.
De spanwijdte bedroeg 5,38 m, de lengte 5 m en de maximumsnelheid 700 km/uur.
Het Me P.1103 project werd stopgezet toen de Ba 349 een ontwikkelcontract kreeg.
Vooroorlogse ontwerpen:
S 7 ·
S 8 ·
S 9 ·
S 10 ·
S 13 ·
S 14 ·
S 15 ·
S 16 ·
M 17 ·
M 18 ·
M 19 ·
M 20 ·
M 21 ·
M 22 ·
M 23 ·
M 24 ·
M 25 ·
M 26 ·
M 27 ·
M 28 ·
M 29 ·
M 30 ·
M 31 ·
M 33 ·
M 35 ·
M 36 · 
M 37
Ontwerpen 1933-1945:
Bf 108 · 
Bf 109 ·
Bf 109TL ·
Bf 109Z ·
Bf 110 ·
Bf 161 ·
Bf 162 ·
Me 163 · 
Me 209 ·
Me 210 ·
Me 261 ·
Me 262 · 
Me 263 ·
Me 264 · 
Me 265 · 
Me 290 · 
Me 309 ·
Me 309Z ·
Me 321 · 
Me 323 · 
Me 328 · 
Me 334 ·
Me 410 · 
Me 509 · 
Projecten tot 1945:
P.1051 ·
P.1062 ·
P.1065 ·
P.1070 ·
P.1073 ·
P.1092 ·
P.1095 ·
P.1099 ·
P.1100 ·
P.1101 ·
P.1102 ·
P.1103 ·
P.1104 ·
P.1106 ·
P.1107 ·
P.1108 ·
P.1109 ·
P.1110 ·
P.1111 ·
P.1112
Libelle ·
Schwalbe ·
Wespe ·
P.08.01 ·
Zerstörer Project II
Overig:
C-44